# Matthijs Koornstra
Matthijs Johannes Koornstra (Monster, 20 juni 1941 − Leiden, 31 oktober 2017) was een Nederlands bestuurder op het gebied van verkeersveiligheid.

## Biografie
Koornstra studeerde aan de Universiteit Leiden en was daar tussen 1971 en 1978 ook aan verbonden. In 1968 trad hij in dienst van de Stichting Wetenschappelijk Onderzoek Verkeersveiligheid (SWOV) als adviseur op het gebied van methoden van onderzoek en data-analyse. Van 1986 tot 1999 was hij directeur van het SWOV en tot 2002 bleef hij als adviseur aan de stichting verbonden. Hij publiceerde veel over verkeersveiligheid en heeft in zijn functies en door zijn publicaties bijgedragen aan het Nederlandse en Europese verkeersveiligheidsbeleid, mede door zijn bijdragen aan (inter)nationale congressen. Hij promoveerde in 2005 aan zijn alma mater.
Van 1978 tot 1986 was hij lid van het College van Bestuur van de Universiteit van Leiden. Van 1997 tot 2011 was hij bestuurslid en tien jaar voorzitter van SARA (SaraReken- en Netwerkdiensten) en is hij voorzitter geweest van de Wetenschappelijk Technische Raad van SURF (de ICT-samenwerkingsorganisatie van het onderwijs en onderzoek in Nederland). In die laatste functies speelde hij een belangrijke rol bij de informatisering in het hoger onderwijs in Nederland.
Dr. M.J. Koornstra overleed in 2017 op 76-jarige leeftijd.